# Copa Federación (Moldavia)
La Copa Federación (en rumano: Cupa Federației) fue una copa de fútbol de Moldavia en que participaban solamente los equipos de la División Nacional de Moldavia. Se disputó únicamente en 2020 y lo organizó la Federación Moldava de Fútbol. Al campeón se le otorgaba acceso para participar en rondas previas de la Liga Europa de la UEFA si no clasificaba por otro medio a otra competición europea o a la misma. 

## Participantes 2020
| Equipo             | Ciudad    | Estadio                     | Capacidad |
| ------------------ | --------- | --------------------------- | --------- |
| Codru Lozova       | Lozova    | Ghidighici Stadionul        | 1.500     |
| Dacia Buiucani     | Chisináu  | CSCT Buiucani               | 300       |
| Dinamo Tiraspol    | Tiráspol  | Estadio Dinamo-Auto         | 3.525     |
| Florești           | Florești  | Stadionul Izvoare           | 1.000     |
| Milsami Orhei      | Orhei     | Complejo Deportivo de Orhei | 2.539     |
| Petrocub Hîncești  | Hîncești  | Stadionul Municipal         | 1.500     |
| Sfîntul Gheorghe   | Suruceni  | Estadio Suruceni            | 1.000     |
| Sheriff Tiraspol   | Tiráspol  | Estadio Sheriff             | 13.460    |
| Speranța Nisporeni | Nisporeni | Complejo Deportivo de Orhei | 2.539     |
| Zimbru Chișinău    | Chisináu  | Estadio Zimbru              | 10.600    |

## Palmarés
| Temporada | Campeón          | Resultado | Finalista         | Sede de la final         |
| --------- | ---------------- | --------- | ----------------- | ------------------------ |
| 2020      | Sfîntul Gheorghe | 2 - 0     | Petrocub-Hîncești | Estadio Zimbru, Chisináu |

## Títulos por equipo
| Club              | Títulos | Subtítulos | Años campeón | Años subcampeón |
| ----------------- | ------- | ---------- | ------------ | --------------- |
| Sfîntul Gheorghe  | 1       | -          | 2020         | ----            |
| Petrocub-Hîncești | -       | 1          | ----         | 2020            |

## Goleadores por temporada
| Edición | Goleador      | Equipo            | Goles |
| ------- | ------------- | ----------------- | ----- |
| 2020    | Vadim Gulceac | Petrocub-Hîncești | 7     |